# نوكيا 6220 كلاسيك
نوكيا 6220 كلاسيك هو هاتف ذكي يعمل بنظام التشغيل سيمبيان أعلنت عنه نوكيا في 11 فبراير 2008. يتميز بوجود بكاميرا 5 ميجابكسل مزودة بفلاش زينون على غرار هاتف نوكيا N82 وغالبًا ما يُعتبر إصدارًا «اقتصاديًا» من نوكيا N82. بالرغم من حجمه الصغير إلا أنها يقدم ميزات مماثلة لمجموعة هواتف نوكيا من فئة (N)، لكنه يفتقر إلى وجود واي فاي ومقبس صوت 3.5 ملم، ربما لتخفيض تكاليف التصميم والإنتاج.

## الخصائص

### المميزات الأساسية
التقط اللحظة التي تعيشها مع كاميرا 5 megapixel تتميز بفلاش Xenon وكاميرا فيديو VGA مدمجة
شارك صورك وأفلام الفيديو الخاصة بك مع أصدقائك عبر مفتاح التنزيل المخصّص الذي يعمل بنقرة واحدة
اعثر على وجهتك بسرعة وسهولة مع نظام الملاحة A-GPS وتطبيق الخرائط Nokia Maps
شاهد الخرائط، الصور والفيديو بوضوح على شاشة TFT QVGA بحجم 2,2 بوصة، أو على الشاشة الكبيرة عبر موصل لتلفزيون
تصفّح الإنترنت، أرسل بريداً إلكترونياً وقم بتحميل المحتويات عبر عمليات ربط 3.5G* العالية السرعة
حيث تسمح الشبكات

### التصوير
كاميرا 5 megapixel مع عدسات Carl Zeiss لضبط الصورة تلقائياً
فلاش Xenon مدمج وضبط تلقائي للضوء
كاميرا CIF ثانوية (384 × 320 CIF+ خلية) للاتصال بواسطة الفيديو
تسجيل وإعادة مشاهدة الفيديو حتى 30 إطاراً في الثانية VGA

### الموسيقى
مشغّل موسيقى يدعم MP3/AAC/ACC+/eAAC+/WMA
راديو RDS FM

### الملاحة
نظاما GPS ،A-GPS مدمجان

### تطبيقات
تطبيقات وألعاب Java™ MIDP 2.0 (MIDP 2.1)
تطبيق الخرائط Nokia Maps 2.0 (خرائط يتم تنزيلها مسبقاً على بطاقة microSD سعة 512 MB متوفرة في علبة البيع)

### نظام البحث
نظام بحث XHTML عبر TCP/IP
HSDPA
WCDMA 900/2100
GPRS/EDGE 850/900/1800/1900
OMA DRM نسخة 2.0 مع دعم لتحميل مدمج للملفات وتحميل الملفات على حدة

### الربط
سطح بيني Bluetooth 2.0
موصل AV بحجم 2,5 مم
سطح بيني USB مصغّر عالي السرعة إلى الكمبيوتر الشخصي
موصل DC صغير بحجم 2 مم
موصل لتلفزيون

### تحويل البيانات
HSDPA مع صوت متزامن ومجموعة بيانات (PS سرعة قصوى DL 3.6 Mbit/s
و UL 384kb في الثانية، CS سرعة قصوى 64kb في الثانية)
WCDMA مع صوت متزامن ومجموعة بيانات (PS سرعة قصوى UL/DL = 384/384kb في الثانية، CS سرعة قصوى 64kp في الثانية)
صيغة تحويل مزدوجة (DTM) تدعم عمليات ربط صوت متزامن ومجموعة بيانات
في شبكتي GSM/EDGE. عادية درجة A، متعددة المعابر درجة 11،
UL/DL = 178.8/118.2kb ،(2Tx + 3Rx) في الثانية
GPRS/EGPRS درجة B، متعددة المعابر درجة 32 (Max Sum 6،3 Tx + 5 Rx)، السرعة القصوى UL/DL = 298/178kb في الثانية

### خدمات رقمية
تطبيقات Java و Symbian متوفرة في Nokia Software Market
توفير عن بعد وتحديث برنامج الجهاز عن بعد (FOTA)
دعم لنظام تشغيل الجهاز عبر الإنترنت (FOTI)

### الشاشة
شاشة TFT QVGA بحجم 2,2 بوصة مع جودة 320 × 240 خلية وحتى 16 مليون لون
شاهد شاشتك بالصيغة العمودية أو الأفقية (اعتماداً على التطبيق)

### الرسائل والبريد الإلكتروني
رسالة نصية قصيرة SMS، رسائل متعددة الوسائط MMS وبريد إلكتروني
برنامج استقبال بريد إلكتروني سهل الاستعمال مع دعم المرفقات للصور، ملفات الفيديو، الموسيقى والمستندات

### الذاكرة
ذاكرة فلاش سعة 256 MB أو ذاكرة بيانات المستخدم بسعة تصل إلى 120 MB
ذاكرة قابلة للتوسيع تصل حتى 8 GB مع بطاقة Micro SD قابلة للتبديل السريع
صيغتا فصل الجهاز عن الشبكة والاستعراضصيغتا فصل الجهاز عن الشبكة والاستعراضصيغتا فصل الجهاز عن الشبكة والاستعراض
واكتر

### ترددات التشغيل
HSDPA ،WCDMA 900/2100 و GSM/EDGE850/900/1800/1900

### إدارة المعلومات الشخصية
(PIM)أسماء، مفكرة مع تقويم، تأليف لائحة وملاحظات، ساعة منبّه، ساعة للعد التنازلي (مؤقت عادي ومؤقت للفترات الزمنية)

### إدارة طاقة البطارية
BP-5M
الإمكانية: 900 mAh
مدة التكلم: حتى 2,5 س (WCDMA) وحتى 3,5 س (GSM)
مدة البقاء في وضع الانتظار: حتى 250 ساعة (WCDMA و GSM)
تتغير مدة التشغيل اعتماداً على الشبكة والاستعمال.

### نغمات الرنين والمواضيع
نغمات رنين MP3، نغمات رنين فيديو، نغمات حقيقية ونغمات MIDI مع دعم لنغمات رنين متعددة الألحان مع 64 صوتاً
مواضيع متكاملة بما فيها، على سبيل المثال، صور خلفية حيوية وصور للحفظ
على الشاشة وألوان متطابقة

### محتويات علبة البيع
جهاز Nokia 6220 classic
بطارية Nokia BP-5M
السماعة الستيريو Nokia HS-47
شاحن السفر Nokia AC-5 (AC-6C و CA-100C في PRC)
سلك الربط Nokia CA-101
بطاقة Nokia microSD MU-28 سعة 512 MB (مع تطبيق الخرائط Nokia Maps تم تنزيله مسبقاً)
سلك موصل لفيديو Nokia CA-92U
دليل المستخدم وقرص CD

### الحجم
الحجم: 70 سم3
الوزن: 90غ
المقاسات: 108مم × 46,5 مم × 15،2مم

### المميزات الصوتية
مكبر صوت أحادي للتكلم الحر
دعم أنظمة فك وتشفير الملفات الصوتية لـ EFR ،FR ،AMR و AMR-WB (مدعومة عند طلب المشغّل)

### السطح البيني
يسطح بيني S60 الإصدار الثالث، رزمة البيانات Feature Pack 2
نظام تشغيل Symbian نسخة 9.3
شاشة واضحة لقراءة سهلة
مفتاح ملاحة بخمسة اتجاهات يبعث ضوءاً عند ورود بريد إلكتروني جديد ورسائل نصية قصيرة SMS/رسائل متعددة الوسائط MMS، وعند ورود مكالمات لم ترد عليها
مفتاح ملاحة بخمسة اتجاهات (يعتمد الدعم على التطبيق)، مفتاحان رئيسيان، مفاتيح للإرسال والإنهاء، قائمة S60 ومفتاح حذف
مفاتيح التحكم بدرجة الصوت لتقريب الكاميرا
مفتاح التشغيل متواجد في أعلى الجهاز (يتم استعماله أيضاً لتغيير الأوضاع)
مفاتيح التحكم بدرجة الصوت، مفتاح كاميرا مزدوج الوظيفة، ومفتاح وسائط لتشغيل الأوضاع على جانب الجهاز. يتم تقديم تطبيق الخرائط Maps كصيغة أساسية
جهاز إحساس للضوء المحيط لتعزيز وضوح الشاشة واستهلاك الطاقة
مستندات ذات صلة مستندات ذات صلة معلومات المصادقة (SAR) (بالإنجليزية)
الإعلان البيئي (بالإنجليزية)